# コージーブックス
コージーブックス（Cozy Books）は、原書房が発行するコージーミステリ専門の文庫レーベル。2012年4月にロマンス文庫「ライムブックス」の姉妹文庫として誕生した。毎月10日が発売日である。
2013年3月、武田ランダムハウスジャパンから刊行されていた、ローラ・チャイルズ「お茶と探偵」シリーズ、同「卵料理のカフェ」シリーズ、クレオ・コイル「コクと深みの名推理」シリーズ、J・B・スタンリー「ダイエット・クラブ」シリーズの続巻を刊行することが発表された。

## 刊行リスト
| 著者                         | 訳者       | タイトル                                                      | 刊行年月   | イラスト         |
| ---------------------------- | ---------- | ------------------------------------------------------------- | ---------- | ---------------- |
| コニー・アーチャー           | 羽田詩津子 | 謎解きはスープが冷めるまえに                                  | 2016年09月 |                  |
| エイヴリー・エイムズ         | 赤尾秀子   | チーズ専門店 (1) 名探偵のキッシュをひとつ                     | 2012年04月 | 後藤貴志         |
| エイヴリー・エイムズ         | 赤尾秀子   | チーズ専門店 (2) チーズフォンデュと死の財宝                   | 2012年11月 |                  |
| エイヴリー・エイムズ         | 赤尾秀子   | チーズ専門店 (3) 消えたカマンベールの秘密                     | 2013年06月 |                  |
| エイヴリー・エイムズ         | 赤尾秀子   | チーズ専門店 (4) ブルーベリー・チーズは大誤算                 | 2014年07月 |                  |
| アレクサンダー・キャンピオン | 小川敏子   | パリのグルメ捜査官 (1) 予約の消えた三つ星レストラン           | 2012年07月 | コージー・トマト |
| アレクサンダー・キャンピオン | 小川敏子   | パリのグルメ捜査官 (2) りんご酒と嘆きの休暇                   | 2013年02月 |                  |
| アレクサンダー・キャンピオン | 小川敏子   | パリのグルメ捜査官 (3) 美食家たちが消えていく                 | 2014年08月 |                  |
| クレオ・コイル               | 小川敏子   | コクと深みの名推理 (11) 謎を運ぶコーヒー・マフィン            | 2014年03月 |                  |
| クレオ・コイル               | 小川敏子   | コクと深みの名推理 (12) 聖夜の罪はカラメル・ラテ              | 2014年12月 |                  |
| クレオ・コイル               | 小川敏子   | コクと深みの名推理 (13) 億万長者の究極ブレンド                | 2015年09月 |                  |
| クレオ・コイル               | 小川敏子   | コクと深みの名推理 (14) 眠れる森の美女にコーヒーを            | 2016年08月 |                  |
| アン・ジョージ               | 寺尾まち子 | おばあちゃん姉妹探偵 (1) 衝動買いは災いのもと                 | 2015年08月 |                  |
| アン・ジョージ               | 寺尾まち子 | おばあちゃん姉妹探偵 (2) 作者不明にはご用心                   | 2016年02月 |                  |
| アン・ジョージ               | 寺尾まち子 | おばあちゃん姉妹探偵 (3) さわらぬ先祖にたたりなし             | 2016年06月 |                  |
| J・B・スタンリー             | 武藤崇恵   | ダイエット・クラブ (6) カップケーキよ、永遠なれ               | 2014年02月 |                  |
| ローラ・チャイルズ           | 東野さやか | お茶と探偵 (12) オーガニック・ティーと黒ひげの杯              | 2013年08月 |                  |
| ローラ・チャイルズ           | 東野さやか | お茶と探偵 (13) ローズ・ティーは昔の恋人に                    | 2014年09月 |                  |
| ローラ・チャイルズ           | 東野さやか | お茶と探偵 (14) スイート・ティーは花嫁の復讐                  | 2015年07月 |                  |
| ローラ・チャイルズ           | 東野さやか | お茶と探偵 (15) プラム・ティーは偽りの乾杯                    | 2016年05月 |                  |
| ローラ・チャイルズ           | 東野さやか | 卵料理のカフェ (4) あったかスープと雪の森の罠                 | 2014年01月 |                  |
| ローラ・チャイルズ           | 東野さやか | 卵料理のカフェ (5) 保安官にとびきりの朝食を                   | 2015年04月 |                  |
| ローラ・チャイルズ           | 東野さやか | 卵料理のカフェ (6) 幸せケーキは事件の火種                     | 2016年01月 |                  |
| ジュリー・ハイジー           | 赤尾秀子   | 大統領の料理人 (1) 厨房のちいさな名探偵                       | 2015年05月 |                  |
| ジュリー・ハイジー           | 赤尾秀子   | 大統領の料理人 (2) クリスマスのシェフは命がけ                 | 2015年11月 |                  |
| ジュリー・ハイジー           | 赤尾秀子   | 大統領の料理人 (3) 春のイースターは卵が問題                   | 2016年04月 |                  |
| ジュリア・バックレイ         | 上條ひろみ | そのお鍋、押収します！                                        | 2016年09月 |                  |
| M・C・ビートン               | 羽田詩津子 | 英国ちいさな村の謎 (1) アガサ・レーズンの困った料理           | 2012年05月 | 浦本典子         |
| M・C・ビートン               | 羽田詩津子 | 英国ちいさな村の謎 (2) アガサ・レーズンと猫泥棒               | 2012年12月 |                  |
| M・C・ビートン               | 羽田詩津子 | 英国ちいさな村の謎 (3) アガサ・レーズンの完璧な裏庭           | 2013年07月 |                  |
| M・C・ビートン               | 羽田詩津子 | 英国ちいさな村の謎 (4) アガサ・レーズンと貴族館の死           | 2014年05月 |                  |
| M・C・ビートン               | 羽田詩津子 | 英国ちいさな村の謎 (5) アガサ・レーズンの結婚式               | 2015年01月 |                  |
| M・C・ビートン               | 羽田詩津子 | 英国ちいさな村の謎 (6) アガサ・レーズンの幻の新婚旅行         | 2015年06月 |                  |
| M・C・ビートン               | 羽田詩津子 | 英国ちいさな村の謎 (7) アガサ・レーズンと死を呼ぶ泉           | 2016年02月 |                  |
| シャロン・フィファー         | 川副智子   | アンティーク雑貨探偵 (1) 掘り出し物には理由（わけ）がある     | 2012年08月 |                  |
| シャロン・フィファー         | 川副智子   | アンティーク雑貨探偵 (2) ガラス瓶のなかの依頼人               | 2013年01月 |                  |
| シャロン・フィファー         | 川副智子   | アンティーク雑貨探偵 (3) まったなしの偽物鑑定                 | 2013年10月 |                  |
| シャロン・フィファー         | 川副智子   | アンティーク雑貨探偵 (4) 月夜のかかしと宝探し                 | 2015年02月 |                  |
| ジェシカ・ベック             | 山本やよい | ドーナツ事件簿 (1) 午前二時のグレーズドーナツ                 | 2012年05月 | てづかあけみ     |
| ジェシカ・ベック             | 山本やよい | ドーナツ事件簿 (2) 動かぬ証拠はレモンクリーム                 | 2012年10月 |                  |
| ジェシカ・ベック             | 山本やよい | ドーナツ事件簿 (3) 雪のドーナツと時計台の謎                   | 2013年04月 |                  |
| ジェシカ・ベック             | 山本やよい | ドーナツ事件簿 (4) エクレアと死を呼ぶ噂話                     | 2014年04月 |                  |
| ジェシカ・ベック             | 山本やよい | ドーナツ事件簿 (5) 誘拐されたドーナツレシピ                   | 2014年10月 |                  |
| エリザベス・ペローナ         | 子安亜弥   | 死ぬまでにやりたいことリスト Vol.1 真夜中の女子会で事件発生！ | 2016年06月 |                  |
| リース・ボウエン             | 古川奈々子 | 英国王妃の事件ファイル (1) 貧乏お嬢さま、メイドになる         | 2013年05月 |                  |
| リース・ボウエン             | 古川奈々子 | 英国王妃の事件ファイル (2) 貧乏お嬢さま、古書店へ行く         | 2013年11月 |                  |
| リース・ボウエン             | 田辺千幸   | 英国王妃の事件ファイル (3) 貧乏お嬢さま、空を舞う             | 2014年06月 |                  |
| リース・ボウエン             | 田辺千幸   | 英国王妃の事件ファイル (4) 貧乏お嬢さま、吸血鬼の城へ         | 2015年04月 |                  |
| リース・ボウエン             | 田辺千幸   | 英国王妃の事件ファイル (5) 貧乏お嬢さまと王妃の首飾り         | 2015年12月 |                  |
| オヴィディア・ユウ           | 森嶋マリ   | アジアン・カフェ事件簿 (1) プーアール茶で謎解きを             | 2015年10月 |                  |
| ハンナ・リード               | 立石光子   | はちみつ探偵 (1) ミツバチたちのとんだ災難                     | 2012年04月 | 杉浦さやか       |
| ハンナ・リード               | 立石光子   | はちみつ探偵 (2) 家出ミツバチと森の魔女                       | 2012年09月 |                  |
| ハンナ・リード               | 立石光子   | はちみつ探偵 (3) 泣きっ面にハチの大泥棒                       | 2013年09月 |                  |
| ハンナ・リード               | 立石光子   | はちみつ探偵 (4) 女王バチの不機嫌な朝食                       | 2014年11月 |                  |
| ヴァージニア・ローウェル     | 上條ひろみ | クッキーと名推理 (1) フラワークッキーと春の秘密               | 2012年06月 | 河村ふうこ       |
| ヴァージニア・ローウェル     | 上條ひろみ | クッキーと名推理 (2) 野菜クッキーの意外な宿敵                 | 2013年03月 |                  |
| ヴァージニア・ローウェル     | 上條ひろみ | クッキーと名推理 (3) お菓子の家の大騒動                       | 2013年12月 |                  |